# Okamoto Ryugo
Ryugo Okamoto (sinh ngày 5 tháng 12 năm 1973) là một cầu thủ bóng đá người Nhật Bản.

## Sự nghiệp câu lạc bộ
Ryugo Okamoto đã từng chơi cho Omiya Ardija.